# Знаменское (Крым)
Зна́менское (до 1945 года Чеге́р-Аджи́; укр. Знам'янське, крымскотат. Çeger Acı, Чегер Аджы) — село в Черноморском районе Республики Крым, входит в состав Окунёвского сельского поселения (согласно административно-территориальному делению Украины — Окунёвского сельского совета Автономной Республики Крым).

## Население
| 2001 | 2014 |
| ---- | ---- |
| 229  | ↘150 |

Всеукраинская перепись 2001 года показала следующее распределение по носителям языка
| Язык             | Процент |
| ---------------- | ------- |
| русский          | 46.29   |
| украинский       | 37.12   |
| крымскотатарский | 15.72   |
| другие           | 0.44    |

### Динамика численности
| - 1806 год — 62 чел. - 1864 год — 34 чел. - 1915 год — —/17 чел. - 1926 год — 79 чел. - 1939 год — 83 чел. | - 1989 год — 259 чел. - 2001 год — 229 чел. - 2009 год — 215 чел. - 2014 год — 150 чел. |

## География
Знаменское — небольшое село на юго-западе района, степном Крыму, в 2 км от берега Чёрного моря, высота центра села над уровнем моря — 29 м. Ближайшие населённые пункты — Громово в 1 км на северо-запад и Медведево в 8 км на восток. Расстояние до райцентра около 20 километров (по шоссе), ближайшая железнодорожная станция — Евпатория — примерно в 65 километрах. Транспортное сообщение осуществляется от шоссе Черноморское — Евпатория по региональным автодорогам 35Н-602 Далёкое — Знаменское и 35Н-603 (по украинской классификации — С-0-11701 и С-0-11702).

## Современное состояние
На 2016 год в Знаменском числится 6 улиц и 3 переулка; на 2009 год, по данным сельсовета, село занимало площадь 35 гектаров, на которой в 143 дворах проживало 215 человек. Действует магазин РайПО, село связано автобусным сообщением с райцентром, Евпаторией, Симферополем и соседними населёнными пунктами.

## История
Первое документальное упоминание села встречается в Камеральном Описании Крыма… 1784 года, судя по которому, в последний период Крымского ханства Чек Гаджи входил в Тарханский кадылык Козловскаго каймаканства.
После присоединения Крыма к России (8) 19 апреля 1783 года, (8) 19 февраля 1784 года, именным указом Екатерины II сенату, на территории бывшего Крымского ханства была образована Таврическая область и деревня была приписана к Евпаторийскому уезду. С началом Русско-турецкой войной 1787—1791 годов, весной 1788 года производилось выселение крымских татар из прибрежных селений во внутренние районы полуострова, в том числе и из Чегер-Аджи. В конце войны, 14 августа 1791 года всем было разрешено вернуться на место прежнего жительства. После павловских реформ, с 1796 по 1802 год входила в Акмечетский уезд Новороссийской губернии. По новому административному делению, после создания 8 (20) октября 1802 года Таврической губернии, Чегер-Аджи был включён в состав Яшпетской волости Евпаторийского уезда.
По Ведомости о волостях и селениях, в Евпаторийском уезде с показанием числа дворов и душ… от 19 апреля 1806 года, в деревне Чегер-Аджи числилось 9 дворов и 62 жителя крымских татар. На военно-топографической карте генерал-майора Мухина 1817 года деревня Чигир-хажи обозначена с 12 дворами. Затем, видимо, вследствие эмиграции крымских татар в Турцию, деревня опустела и была заселена государственными крестьянами, в основном, с Украины. После реформы волостного деления 1829 года Чегер Аджи, согласно «Ведомости о казённых волостях Таврической губернии 1829 года», остался в составе Яшпетской волости. На карте 1836 года в деревне 8 дворов, а на карте 1842 года Джага-Чегер-Аджи обозначен условным знаком «малая деревня», то есть, менее 5 дворов.
В 1860-х годах, после земской реформы Александра II, деревню приписали к Курман-Аджинской волости. В «Списке населённых мест Таврической губернии по сведениям 1864 года», составленном по результатам VIII ревизии 1864 года, Чегер-Аджи — владельческая русская деревня, с 7 дворами и 34 жителями при колодцах. На трехверстовой карте 1865—1876 года на хуторе Джага-чегер-аджи обозначен 1 двор.
Вновь, как хутор Аджи-Чегер Верхний Кунанской волости Евпаторийского уезда селение встречается в Статистическом справочнике Таврической губернии 1915 года', согласно которому на хуторе Нижний Аджи-Чегер числилось 2 двора с русским населением без приписных жителей, но с 11 — «посторонними».
После установления в Крыму Советской власти, по постановлению Крымревкома от 8 января 1921 года № 206 «Об изменении административных границ» была упразднена волостная система и образован Евпаторийский уезд, в котором создан Ак-Мечетский район и село вошло в его состав, а в 1922 году уезды получили название округов. 11 октября 1923 года, согласно постановлению ВЦИК, в административное деление Крымской АССР были внесены изменения, в результате которых округа были отменены, Ак-Мечетский район упразднён и село вошло в состав Евпаторийского района. Согласно Списку населённых пунктов Крымской АССР по Всесоюзной переписи 17 декабря 1926 года, в селе Джага-Чегер-Аджи (нижний), или Чегер-Аджи, в составе упразднённого к 1940 году Сабанчинского сельсовета Евпаторийского района, числилось 15 дворов, все крестьянские, население составляло 79 человек, из них 78 украинцев и 1 русский. Согласно постановлению КрымЦИКа от 30 октября 1930 года «О реорганизации сети районов Крымской АССР», был восстановлен Ак-Мечетский район (по другим данным 15 сентября 1931 года) и село вновь включили в его состав, видимо, тогда же был образован Чегер-Аджинский сельсовет, поскольку в справочнике 1940 года он уже записан. По данным всесоюзной переписи населения 1939 года в селе проживало 83 человека.
Указом Президиума Верховного Совета РСФСР от 21 августа 1945 года Чегер-Аджи был переименован в Знаменское и Чегер-Аджинский сельсовет — в Знаменский. С 25 июня 1946 года Знаменское в составе Крымской области РСФСР, 26 апреля 1954 года Крымская область была передана из состава РСФСР в состав УССР. Время упразднения совета и включения в состав Красносельского сельсовета пока не установлено: на 15 июня 1960 года село уже числилось в его составе, в Окунёвский вошло после 1 июня 1977 года. По данным переписи 1989 года в селе проживало 259 человек. С 12 февраля 1991 года село в восстановленной Крымской АССР, 26 февраля 1992 года переименованной в Автономную Республику Крым. С 21 марта 2014 года в составе Крыма аннексировано Россией.

## Памятники
В 1,5 км к юго-востоку от села Знаменское на берегу моря расположено греко-скифское городище  IV до н. э. до I н. э. Беляус. Раскопки Беляуса ведутся с 1964 года Донузлавской экспедицией Института археологии РАН под руководством О. Д. Дашевской
.